# Mario Vrančić
Mario Vrančić (Slavonski Brod, 23 mei 1989) is een Duits voetballer van Bosnisch-Kroatische afkomst die doorgaans als centrale middenvelder speelt. Hij verruilde SV Darmstadt 98 in juli 2017 voor Norwich City. Vrančić debuteerde in 2015 in het Bosnisch voetbalelftal.

## Clubcarrière
Vrančić komt uit de jeugdacademie van 1. FSV Mainz 05. Op 19 mei 2007 debuteerde hij in de Bundesliga op de laatste speeldag van het seizoen tegen Bayern München. In deze wedstrijd maakte ook toenmalig Bayern-verdediger Mats Hummels zijn debuut als prof. Tijdens het seizoen 2009/10 werd hij uitgeleend aan toenmalig tweedeklasser Rot Weiss Ahlen. In januari 2011 trok hij naar Borussia Dortmund, waar hij bij het tweede elftal aansloot. In 2012 tekende hij bij SC Paderborn 07, waarmee hij twee seizoenen later zou promoveren naar de Bundesliga.

## Interlandcarrière
Vrančić kwam uit voor meerdere Duitse nationale jeugdelftallen. Hij speelde onder meer 12 interlands voor Duitsland –19 en 4 interlands voor Duitsland –20. Vrančić kwam in aanmerking voor het voetbalelftal van Bosnië en Herzegovina, Duitsland en Kroatië. Zijn broer, Dario Vrančić, speelde een aantal interlands voor Bosnië en Herzegovina onder voormalig bondscoach Safet Sušić. Vrančić heeft meerdere malen aangegeven Bosnië en Herzegovina te willen vertegenwoordigen op internationaal niveau. In januari 2015 verkreeg hij daarom ook de Bosnische nationaliteit.
Vrančić maakte op 6 september 2015 zijn debuut in het nationaal elftal van Bosnië en Herzegovina, in een EK-kwalificatiewedstrijd tegen Andorra (3–0 winst). In de 79ste minuut liet bondscoach Mehmed Baždarević hem Sead Kolašinac vervangen.

## Erelijst
| Competitie            | Aantal       | Jaren        |              |              |
| Norwich City          | Norwich City | Norwich City | Norwich City | Norwich City |
| --------------------- | ------------ | ------------ | ------------ | ------------ |
| Kampioen Championship | 1x           | 2018/19      |              |              |
| Duitsland –19         |              |              |              |              |
| Europees kampioen –19 | 1x           | 2008         |              |              |

1 Gunn ·
3 Stacey ·
4 Duffy ·
5 Hanley  ·
6 Doyle ·
7 Sainz ·
8 Gibbs ·
9 Sargent ·
10 Barnes ·
11 Marcondes ·
12 Long ·
14 Chrisene ·
16 Fassnacht ·
17 Crnac ·
18 Amankwah ·
19 Sørensen ·
20 Ben Slimane ·
21 Gordon ·
23 McLean ·
25 Hernández ·
26 Núñez ·
29 Schwartau ·
33 Córdoba ·
35 Fisher ·
37 Mair ·
40 Hills ·
41 Forsyth ·
50 Warner ·
Coach: Thorup
· Assistent-coach: Riddersholm
1 Begović ·
2 Vršajević ·
3 Bičakčić ·
4 Spahić  ·
5 Kolašinac ·
6 Vranješ ·
7 Bešić ·
8 Pjanić ·
9 Ibišević ·
10 Misimović ·
11 Džeko ·
12 Fejzić ·
13 Mujdža ·
14 Hajrović ·
15 Šunjić ·
16 Lulić ·
17 Ibričić ·
18 Međunjanin ·
19 Višća ·
20 Hadžić ·
21 T. Sušić ·
22 Avdukić ·
23 Salihović ·
Coach: S. Sušić